# Drimylastis
Drimylastis is een geslacht van vlinders van de familie echte motten (Tineidae).

## Soorten
- D. clausa Meyrick, 1919
- D. craterozona Meyrick, 1932
- D. stiphropa Meyrick, 1924
- D. telamonia Meyrick, 1907